# Le Petit Spirou
Le Petit Spirou est une série de bandes dessinées belge, créée par Tome et Janry. Sa publication a commencé en 1990, racontant les exploits du Petit Spirou principalement sous forme d'histoires brèves (d'une à six pages). Tome le scénariste, et Janry le dessinateur ont d'abord imaginé le personnage en 1987, pour une courte histoire publiée dans l'album de la série classique La Jeunesse de Spirou.
Les auteurs ont été aidés par Stéphane De Becker aux couleurs et Bruno Gazzotti d'abord, puis Dan Verlinden aux dessins. Les recueils des récits sont publiés sous forme d'albums dès mars 1990 aux Éditions Dupuis. Tout en étant sur le plan artistique une création originale, le « Petit Spirou » est présenté, à la fois dans ses albums et sur le site des Éditions Dupuis, comme étant Spirou lorsqu'il était enfant. Entre autres distinctions, la série a été récompensée par deux Alph'Art au Festival d'Angoulême 1992 (Humour et Jeunesse), pour son deuxième tome.

## Histoire
Le Petit Spirou est initialement créé pour le magazine Spirou. Lors d'une entrevue, Janry, le dessinateur, confie qu'« il était préférable d’éviter certains sujets « sensibles » comme le sexe ou la religion. » Janry explique également qu'il s'inspire de la vie de ses deux petites filles, Clémence et Léonie, leurs amis, mais aussi de son enfance personnelle. Pour la création du personnage, les auteurs se devaient d'oublier intégralement les traits physiques du principal protagoniste de Spirou et Fantasio et tenter, selon Janry, de « retrouver les rondeurs de l'enfance. »
Des compilations d'histoires impliquant principalement certains des personnages secondaires vedettes de la série (Mon prof de gym, Mon super Grand-Papy, Ma prof de calcul, Mes amis à poils, Mon tendre amour, Mon prof de Zumba, Presque tout sur ma mère, etc.) font sous le label Le Petit Spirou présente… l'objet d'une nouvelle collection séparée éditée depuis 2009. Il existe également deux collections dites « intégrales » (au moment de leur publication) intitulées Un point c'est tout ! et On aura tout vu !
En 2005, le premier album Le Petit Spirou est traduit en espéranto sous le titre de Salutu la sinjorinon !  (ISBN 2-9524120-1-4) par les membres d'une association espérantophone (Esperanto-Jeunes), en s'aidant d'un wiki pour faciliter leur travail collaboratif[réf. nécessaire]. L'ensemble des titres a été édité dans une dizaine de langues[réf. nécessaire]; des livres au format poche de nouvelles illustrées inspirés des albums sont édités chez Pocket Jeunesse, avec huit tomes en date de 2013.
En 2010, un quinzième tome est annoncé pour le 5 novembre 2010. Selon Janry, le dessinateur : « Plus clairement, c’est la crise économique que nous avons voulu traiter. Nous avons cherché à la présenter de manière un peu sarcastique, un peu impertinente. » Un seizième tome est annoncé pour novembre 2012 ,. Sorti le 2 novembre, tiré à 240.000 exemplaires en deux mises en place successives (novembre et janvier) le titre enregistre 45 à 49.000 ex. de ventes fermes sur le seul territoire français en quelques semaines, chiffres partiels arrêtés en décembre 2012. Le reste de la francophonie, dont la Belgique, équivaut à au moins 40 % (supplémentaires) des ventes totales en France.

## Univers
Tout comme l'univers de la série Spirou et Fantasio, le Petit Spirou vit ses aventures dans un monde contemporain qui se modernise au fil du temps. Alors que Spirou fut le plus souvent représenté en héros exemplaire, sans désavouer les qualités morales qui caractérisent son incarnation adulte[réf. souhaitée], le Petit Spirou, lui, est un enfant en avance sur son âge, souvent turbulent et volontiers provocateur. Poussant à l'extrême la logique des vêtements de groom (rouges) porté par Spirou devenu adulte, le Petit Spirou porte une version pour enfant du costume de chasseur hôtelier. Toute sa famille est d'ailleurs revêtue de vêtements rouges similaires.
Le sujet dominant de la série est l'évocation humoristique de « tabous » partiellement liés à l'enfance comme : l'éducation sentimentale et l'éveil aux « mystères » de la sexualité ; les vertus mitigées de l'éducation physique (quand dispensée par un professeur fumeur et grand consommateur de bière) ; le statut des animaux dans le monde humain, entre objets d'affection et denrées alimentaires ; le respect de l'environnement ; l'usage de la religion, de l'histoire et de la (bonne) morale dans l'éducation ; le sort des personnes âgées et leur occasionnelle infantilisation dans la société moderne ; d'une façon générale, les petits et grands paradoxes du monde adulte telles qu'observés par un enfant.
Les petites misères des supposés éducateurs font donc partie des thèmes récurrents de cette création qui, dans les années 1990 a ouvert la voie à l'émergence d'un courant florissant de bandes dessinées plus ou moins inspirées par la même observation : préférant préserver l'image d'une enfance innocente, les adultes oublient volontiers quels petits chenapans ils furent dans leur propre passé. La plupart des albums de la série (dont les ventes cumulées se comptent sur les seuls marchés francophones en millions d'exemplaires) portent un titre constituant une injonction « éducative » (Dis bonjour à la dame !, T'as qu'à te retenir !, Bien fait pour toi !, etc.) que nombre de lecteurs se rappellent avoir entendu de la bouche de leurs éducateurs. Parfois ramenée à ses seuls côtés les plus anticonformistes, cette série semble néanmoins, par la variété et le caractère universel des sujets abordés, se concentrer sur un objectif principal : offrir un moment de détente humoristique où la fantaisie et la caricature servent de prétextes à une réflexion légère sur un monde moderne un peu chamboulé. Le cadre temporel de la série peut sembler flou : les premiers tomes se situaient à une époque antérieure, parce qu'ils étaient censés représenter l'enfance d'un personnage adulte contemporain. Dans les derniers tomes, de plus en plus d'éléments du monde moderne apparaissent alors que des éléments de décor restent plus traditionnels : les jeux vidéo, téléphones portables, émissions de télé-réalité cohabitent avec une atmosphère plus traditionnelle.
Commentant cette observation, Tome et Janry ont expliqué qu'ils ne souhaitaient plus se priver des marqueurs contemporains dans leur série[réf. nécessaire]. Pour rester cohérents, alors qu'ils animaient encore les aventures de Spirou (adulte, la série classique) ils situèrent Spirou et Fantasio non plus dans le présent, mais dans une légère anticipation. Cette version un peu futuriste de Spirou, amorcée par l'album Machine qui rêve, fut abandonnée quand les auteurs cessèrent de réaliser les albums de la série mère[source insuffisante]. Le Petit Spirou se déroule dans un univers plus ou moins contemporain de celui de la série classique Spirou et Fantasio. Malgré l'animation de Spirou par différents auteurs qui s'affranchirent parfois de la ligne classique, le Petit Spirou est resté officiellement l'incarnation de l'enfance de Spirou, comme l'affirment l'avant-propos des albums de la série et le site Dupuis sur la page dévolue au personnage.

## Personnages
- Si vous ne connaissez pas le sujet, laissez ce bandeau (vous pouvez alors contacter les auteurs).
- Si vous supprimez le contenu mis en cause (vous pouvez préalablement contacter les auteurs),

argumentez précisément cette suppression dans la page de discussion
(un manque de référence n'est pas un argument ; une recherche réelle de référence doit avoir été effectuée, être formellement documentée).

### Enfants
- Antoine Vertignasse ou Vert’ : Le meilleur ami du Petit Spirou, complice, un peu timoré de ses "exploits". Il a une grande sœur et "possède deux papas": l'un voleur (son géniteur), et l'autre policier, qui pourchasse le premier tout en étant le nouveau compagnon de sa mère.
- Suzanne Berlingot ou Suzette : C'est la fille d'un pâtissier, une amie un peu peste, très franche et directe, qui est amoureuse du Petit Spirou (ce qui est réciproque). Elle incarne le troublant mystère féminin de l'âge enfantin.
- Cyprien Futu ou Cassius : Un autre ami de Spirou, originaire de Ouagadougou, doué pour la boxe (référence à Cassius Clay) et la magie africaine grâce à un oncle marabout. Il arbore, dans les albums plus récents, une coiffure de dreadlocks sous son bonnet jamaïcain. Son père est le cuisinier de l'école des enfants.
- Nicolas Ponchelot surnommé Boule-de-gras : Ami du Petit Spirou, gros gourmand, encombré de quelques kilos en trop et d'une dentition affaiblie par les sucreries. Il déteste les dentistes.
- Jean-Henri, surnommé Masseur : Copain du Petit Spirou, au caractère lymphatique et pas très fin mais physiquement précoce car redoublant récurrent, souffre-douleur habituel de toute la bande.
- André-Baptiste Deperinconu : Élève modèle de l'abbé Langelusse, à qui il ressemble nettement, que ce soit dans sa tenue et sa physionomie, sans que rien pourtant ne soit jamais venu confirmer une possible filiation (en dehors d'une affection particulière que lui porte l'abbé).
- Raoulette : Élève blonde, c'est la meilleure amie de Suzette. Le grand-père du Petit Spirou est amoureux de sa grand-mère. Attentionnée et sensible, elle semble amoureuse de Vert'.
- Marie-Fernande : Élève porteuse de lunettes, peste et rapporteuse.
- Éléonore : Élève aux cheveux roux, au long nez et au caractère difficile[9].
- Jimmy "Jim" Brioul : Grand gaillard hâbleur et braillard, brute de l'école, continuellement habillé en cow-boy et ses bulles sont d'ailleurs raturées et parfois remplies de fautes d'orthographe. Il se fait parfois avoir par le Petit Spirou.

### Adultes

#### Famille
- Firmin Spirou (aussi appelé Grand-Papy ou Pépé) : Grand-père maternel et adulte préféré du petit Spirou. Il est resté très "vert" malgré son âge, accumule les bêtises[note 1] et est parfois infantilisé par ses propres enfants comme par son médecin. Il déroule, avec une philosophie un peu résignée mais sans rancœur, le cours de ses principes de vie fondés sur une expérience (la guerre…) que l'on devine douloureuse. Tout comme sa famille, il continue à porter le costume de groom rouge familial.
- Madame Spirou (Alice Rebecca dans le film) : Mère du Petit Spirou, seule à garder tant bien que mal les pieds sur terre au milieu de cette famille de petits et grands garnements (elle doit régulièrement surveiller les écarts de conduite de son propre père et les bêtises du Petit Spirou).
- Léontine Calot (aussi appelée Grand-Mamy) : Grand-mère paternelle du Petit Spirou. Veuve acariâtre et un peu pingre de 89 ans, apparemment atteinte d'une maladie d'Alzheimer à géométrie variable selon son humeur et les circonstances (elle arrive à se souvenir de détails précis de la Seconde Guerre Mondiale alors qu'elle ne reconnaît parfois plus son petit-fils et le prend pour un intrus). Elle fait, elle aussi, l'objet d'une protection particulière du Petit Spirou. Sans doute victime de sa mémoire défaillante, elle est parfois bruyante, rude, insolente, insultante, grossière et outrageuse envers certaines personnes, représentants des forces de l'ordre compris (il lui arrive même d'insulter et de battre des policiers sans être inquiétée). Elle est convaincue, à tort, qu'on rêve de lui voler la combinaison de son coffre-fort (qu'elle est censée avoir oublié) et n'hésite pas à se munir d'une arme à feu. Son mari s'appelait Ferdinand Spirou et il l'a apparemment abandonnée[note 2], probablement à cause de son caractère difficile. Elle eut de lui six enfants (quatre garçons et deux filles).
- Monsieur Spirou  : Père du Petit Spirou. On ne sait pas grand-chose de lui sinon qu'il surveille le bulletin de son fils et brille souvent par son absence. On ne voit jamais son visage (il est soit de dos, soit hors cadre. Même en photo un reflet empêche de le voir.). Il apparaît, à cet égard, une sorte d'incarnation de l'absence physique ou affective de la figure paternelle dans certaines histoires familiales, sans pour autant que ce thème ait été jusqu'ici directement formulé dans la série. On peut aussi expliquer cette absence par la volonté de ne pas le faire ressembler au Grand Spirou[réf. nécessaire], même s'il partage sa coiffure, certains éléments permettent de penser qu'il a une moustache.

#### École
- Désiré Mégot  : Professeur de sport, psychologiquement orgueilleux et en excès pondéral, ses articulations grincent à chaque fois qu'il fait un mouvement. Exagérément porté sur le houblon fermenté et le tabac, « supporter » inconditionnel du FC Finasse-les-Magouilles et promoteur de cours de sports improbables, ce qui conduit souvent à des cataclysmes. Sa devise est « Le sportif intelligent évite l'effort inutile ». À l'adresse de ses élèves, son invective favorite est "Bande de moules !", en référence à l'aspect lymphatique de ce mollusque. Il lui arrive parfois de s'adresser au Petit Spirou en ces mêmes termes, même si son interlocuteur est seul. Plutôt malheureux en amour, ses tentatives de séduction sont nombreuses et finissent en général par des échecs. La seule femme qui accepte de le fréquenter et qui montre une réelle affection pour lui est la belle et distinguée Soledad del Santos Chicos. Au fil de la série, il prendra de plus en plus d'importance si bien que, dans les derniers tomes, ses relations avec le Petit Spirou sont tantôt strictement scolaires, tantôt presque amicales : M. Mégot prend parfois Spirou pour confident. Le professeur Mégot a réellement existé (sous un autre nom) et sévissait au Collège Saint-Hubert (Watermael-Boitsfort) ainsi qu’au Collège Jean XXIII (Woluwe) où Janry a fait ses études[réf. nécessaire]. C'est le personnage secondaire le plus populaire de la série[réf. nécessaire].
- Hyacinthe Langélusse  : Un abbé, généralement vêtu d'une soutane, toujours fourmillant d'idées pour sauver les âmes de ses ouailles, mais que sa profonde ferveur religieuse égare parfois au point de provoquer également des catastrophes (par exemple, en voulant emmener les enfants à la chasse aux champignons, il se perd dans la campagne et les conduit tout droit... dans un camp naturiste). Il est craint par tous les jeunes pervers qui s'en prennent aux filles. Malgré un caractère sérieux, il se montre volontiers joueur (par exemple en enseignant des événements historiques à l'aide des petites pièces de théâtre improvisées avec les enfants). Dans le tome 16, on apprend que Hyacinthe a été élevé par deux femmes[note 3] et a d'abord envisagé de devenir shérif, à l'image de son héros d'enfance, "Juste Bill". Il s'est tourné vers la religion après une déception amoureuse.
- Claudia Chiffre  : Innocente mais voluptueuse professeur de mathématiques, objet involontaire des fantasmes de presque tous les hommes de l'école. Le Petit Spirou se montre souvent attiré par son charme innocent et sa beauté naturelle, comme dans la chanson du poète français, Georges Brassens : La Maîtresse de l'école. Son nom peut aussi être interprété comme un clin d'œil au mannequin allemand Claudia Schiffer.
- Melchior Dugenou  : Employé de l'école (on ne connaît pas sa fonction précise), petit, chauve, portant des lunettes épaisses, timoré et maladroit, dont est follement et secrètement éprise la désirable Claudia Chiffre, au grand dam de tous ses admirateurs incrédules. Il craint pour l'avancement de sa carrière de fonctionnaire si leur liaison clandestine devait être découverte. Patineur sur glace accompli, il rêve parfois de devenir "L'homme Toile-d'Araignée", le super-héros redresseur de torts. Les enfants tentent parfois d'espionner ses rencontres avec Mademoiselle Chiffre.
- M. Ponque  : Professeur récurrent de Spirou, surtout avant l'apparition de Mlle Chiffre.
- Le "dirlo"  : Directeur de l'école. Il est très axé sur la discipline.
- M. Nerdebeux  : Le préfet de discipline aux méthodes moyenâgeuses, très sévère avec ses élèves mais complètement soumis à l'autorité de sa mère (avec qui il semble encore habiter). Il apparaît surtout dans le tome 2.
- Mme Jennifer  : Jeune et jolie professeur de natation que certains élèves tentent d'observer dans son vestiaire.
- Mlle Vertignasse  : Grande sœur de Vert', son apparence n'est pas souvent la même dans tous les albums. C'est une collègue de Mlle Chiffre que les enfants tentent d'apercevoir nue grâce à son petit frère contre quelques bonbons.
- M. Futu  : Cuisinier de l'école et père de Cassius. Il prépare la "blanquette du missionnaire" et assure parfois le service en tenue folklorique.

#### Autres
- Mme Gourmandine  : Grand-mère de Raoulette et l'amour clandestin de Grand-Papy, extrêmement âgée et dure d'oreille mais pleine de douceur à l'égard du héros de son cœur. Restée très verte, elle aussi à son époque…
- Martial Deltoïde  : Inspecteur du cours de gymnastique. Avec sa carrure d'athlète et sa tenue soignée, il est, par l'orthodoxie de ses principes éducatifs, l'antithèse du professeur Mégot, dont il a fait sa bête noire et l'objet d'une scrupuleuse attention.
- Soledad del Santos Chicos  : Seule femme qui consent à fréquenter régulièrement M. Mégot, éperdument amoureux d'elle. Elle est d'origine sud-américaine et recherche l'excellence, de par son attitude très distinguée. Jeune et issue d'une famille très riche, on n'aperçoit qu'une seule fois ses parents (son père est un militaire de haut rang ressemblant fortement à Pinochet).
- M. Malogrodo  : De son vrai nom Malogrodoff, il est l'homme à tout faire de l'abbé Langélusse et apparaît dans le tome 15. Bossu, myope, atteint de strabisme et a une jambe artificielle, il passe pour être demeuré et inquiétant, mais est en réalité plutôt lucide[note 4]. Par le passé, il aurait été un riche trader, ruiné à la suite d'une grosse crise financière. Son nom vient du mot mal et de l'adverbe grosso modo, on pourrait penser qu'il s'agit de "Mal-au-gros-dos".
- Le libraire  : Il doit souvent faire face aux ruses de Spirou et ses amis qui essayent tant bien que mal de lui soutirer des magazines coquins. Ils essayent de pénétrer dans son commerce quand sa fille, la séduisante Honorine, est au comptoir.
- Mme Simone : Voisine de Spirou, elle est en surpoids (ce qui la rend irritable) et est quelquefois victime des mauvais tours des enfants. Elle se montre également agacée par le tapage nocturne de Grand-Mamy et elle se plaint contre cette dernière.
- Sœur Marie-Angélique: Jeune et jolie religieuse de l'infirmerie. Spirou a un faible pour elle dans les premiers albums.
- La voyante: Apparait uniquement dans le premier album. Est un peu sourde.

### Animaux
- Vessie  : Gros chien affectueux et doux, dont on ne connaît pas vraiment le propriétaire (on peut néanmoins supposer qu'il appartient à Suzette). Son nom qualifie très bien ses habitudes.
- Brutus  : Canidé agressif et stupide, l'opposé de Vessie, il est le chien de M. Mégot qui le traite sans ménagement et l'utilise lors de ses cours afin qu'il poursuive les élèves trop lents.
- Bien-fait-pour-toi  : Petit chat mignon et blanc abandonné qu'a recueilli le Petit Spirou. Il apparaît dans le tome 14 (qui s'intitule: "Bien fait pour toi"). Il se montre parfois agressif envers son jeune propriétaire (en particulier lorsque ce dernier tente de lui mettre des robes). Il quitte le foyer de Spirou un moment, mais finit par revenir (avec une nette prise de poids).
- Trilili  : Écureuil apprivoisé de Petit Spirou, d'apparence identique à Spip. N'apparaît que dans le tome 1. Dans le tome 6, le Petit Spirou adoptera temporairement un autre écureuil qu'il appellera Sprout.

## Albums

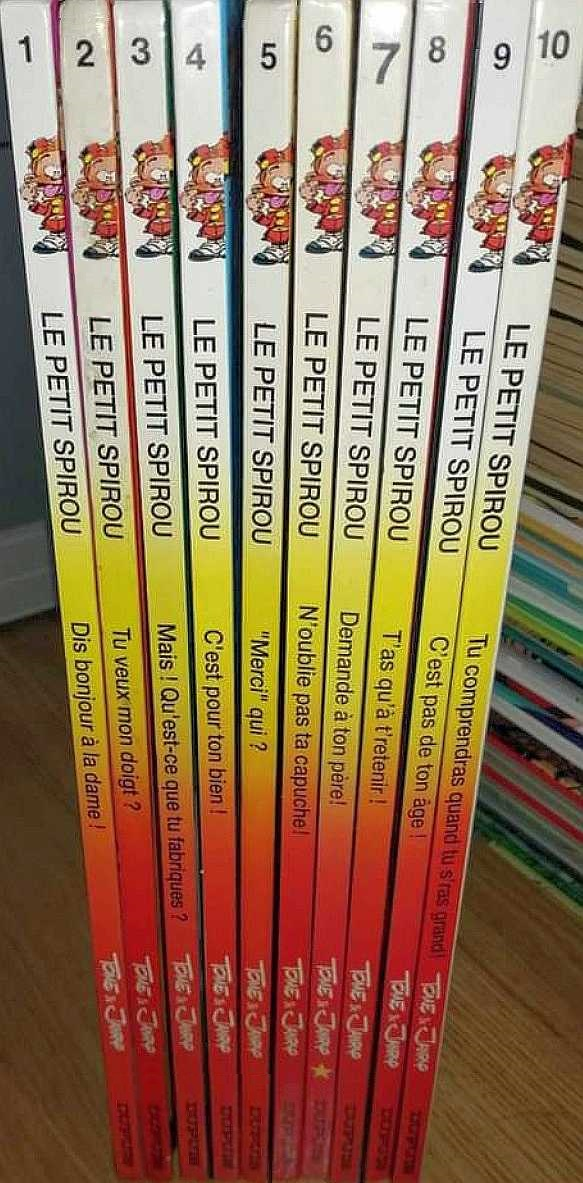
Albums du Petit Spirou de 1 à 10.

- 1. Dis bonjour à la dame !, Dupuis, mars 1990
Scénario : Tome - Dessin : Janry -  (ISBN 2-8001-1727-3)

- 2. Tu veux mon doigt ?, Dupuis, juillet 1991
Scénario : Tome - Dessin : Janry -  (ISBN 2-8001-1837-7)

- 3. Mais qu'est-ce que tu fabriques ?, Dupuis, juin 1992
Scénario : Tome - Dessin : Janry -  (ISBN 2-8001-1926-8)

- 4. C'est pour ton bien !, Dupuis, janvier 1994
Scénario : Tome - Dessin : Janry -  (ISBN 2-8001-2007-X)

- 5. « Merci » qui ?, Dupuis, juillet 1994
Scénario : Tome - Dessin : Janry -  (ISBN 2-8001-2120-3)

- 6. N'oublie pas ta capuche !, Dupuis, juillet 1996
Scénario : Tome - Dessin : Janry -  (ISBN 2-8001-2211-0)

- 7. Demande à ton père ![10], Dupuis, novembre 1997
Scénario : Tome - Dessin : Janry -  (ISBN 2-8001-2461-X)

- 8. T'as qu'à t'retenir !, Dupuis, mai 1999
Scénario : Tome - Dessin : Janry -  (ISBN 2-8001-2767-8)

- 9. C'est pas de ton âge !, Dupuis, juin 2000
Scénario : Tome - Dessin : Janry -  (ISBN 2-8001-2961-1)

- 10. Tu comprendras quand tu s'ras grand ![11], Dupuis, novembre 2001
Scénario : Tome - Dessin : Janry -  (ISBN 2-8001-3113-6)

- 11. Tu ne s'ras jamais grand !, Dupuis, juin 2003
Scénario : Tome - Dessin : Janry -  (ISBN 2-8001-3292-2)

- 12. C'est du joli !, Dupuis, novembre 2005
Scénario : Tome - Dessin : Janry -  (ISBN 2-8001-3362-7)

- 13. Fais de beaux rêves !, Dupuis, septembre 2007
Scénario : Tome - Dessin : Janry -  (ISBN 2-8001-3859-9)

- 14. Bien fait pour toi !, Dupuis, janvier 2009
Scénario : Tome - Dessin : Janry -  (ISBN 2-8001-4324-X)

- 15. Tiens-toi droit !, Dupuis, novembre 2010
Scénario : Tome - Dessin : Janry -  (ISBN 2-8001-4707-5)

- 16. T'es gonflé !, Dupuis, novembre 2012
Scénario : Tome - Dessin : Janry -  (ISBN 2-8001-5159-5)

- 17. Tout le monde te regarde !, Dupuis, novembre 2015
Scénario : Tome - Dessin : Janry -  (ISBN 2-8001-5770-4)

- 18. La Vérité sur tout !, Dupuis, novembre 2019
Scénario : Tome - Dessin : Janry -  (ISBN 979-1-0347-3125-1)

- 19. On parle pas la bouche pleine !, Dupuis, octobre 2022
Scénario et dessin : Janry -  (ISBN 979-1-0347-4914-0)

- 20. Y a pas de « mais » !, Dupuis, novembre 2024
Scénario et dessin : Janry -  (ISBN 978-2-8085-0367-9)

- Hors-série. Sans interdits depuis toujours !, Dupuis, novembre 2015
Scénario : Tome - Dessin : Janry -  (ISBN 978-2-8001-6581-3)

## Adaptations

### Série d'animation
Une adaptation animée, également intitulée Le Petit Spirou, inspirée de la bande dessinée, est initialement diffusée en France sur la chaîne de télévision M6 dans l'émission M6 Kid le 7 novembre 2012,,. La série, réalisée par Virginie Jallot, comporte un total de 78 épisodes, de 13 minutes chacun. Elle est une coproduction de Dupuis Audiovisuel, avec Aranéo Belgium, Luxanimation et la RTBF. Le Petit Spirou version animée associe aussi M6, Métropole Télévision et Télétoon +. La série est diffusée pour la première fois le 3 septembre 2013 sur Télétoon+.

### Long métrage
Un long métrage adapté de la bande dessinée, réalisé par Nicolas Bary, est sorti au cinéma en 2017. Le rôle-titre est joué par Sacha Pinault et les principaux rôles d'adultes sont incarnés par François Damiens (Désiré Mégot), Pierre Richard (Grand-Papy), Natacha Régnier (la mère de Spirou, prénommée Rebecca dans le film), Philippe Katerine (l'abbé Langelusse) et Gwendolyn Gourvenec (Mademoiselle Chiffre).